# Chapelle Saint-Sébastien de Coaraze
La chapelle Saint-Sébastien est une chapelle catholique située en France sur la commune de Coaraze, dans le département des Alpes-Maritimes en région Provence-Alpes-Côte d'Azur.
Elle fait l'objet d'un classement au titre des monuments historiques depuis le 21 février 2001.

## Localisation
La chapelle est située dans le département français des Alpes-Maritimes, sur la commune de Coaraze, au lieu-dit Saint-Sébastien situé à 1,5 km du village.

## Historique

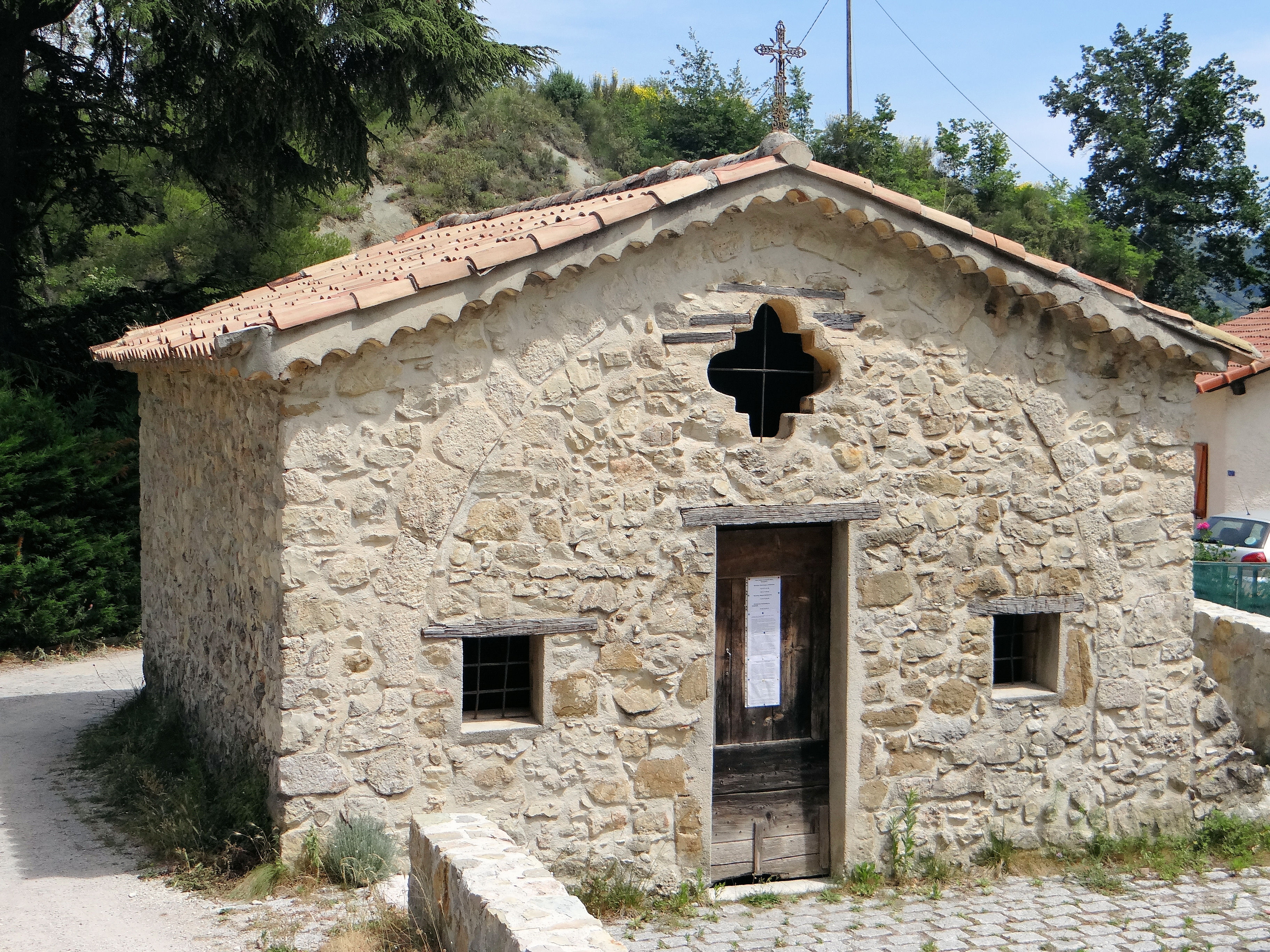
La chapelle.

La chapelle est un bâtiment simple. Elle était située le long d'un ancien chemin muletier reliant Nice à la vallée de la Vésubie par Coaraze et le col Saint-Michel. Elle aurait été construite vers 1530.
Comme dans la plupart des villages du Comté de Nice, de simples chapelles ont été construites sur le bord des chemins à l'entrée des villages pour les protéger des calamités. La chapelle est décorée de peintures, non précisément datées, mais remontant au XVIe siècle, exécutées par un peintre inconnu et qui a été rattaché à ce qu'il est convenu d'appeler les peintres primitifs niçois.
Saint Sébastien est un saint très populaire dans la région niçoise. Il est censé protéger les travaux domestiques et champêtres ainsi que de la peste.
La chapelle a été restaurée en 1914 en recouvrant les murs latéraux d'un badigeon, hormis deux panneaux du mur sud sur lesquels on peut voir deux scènes de la légende du saint.
L'édifice est classé au titre des monuments historiques en 2001.

## Peintures murales

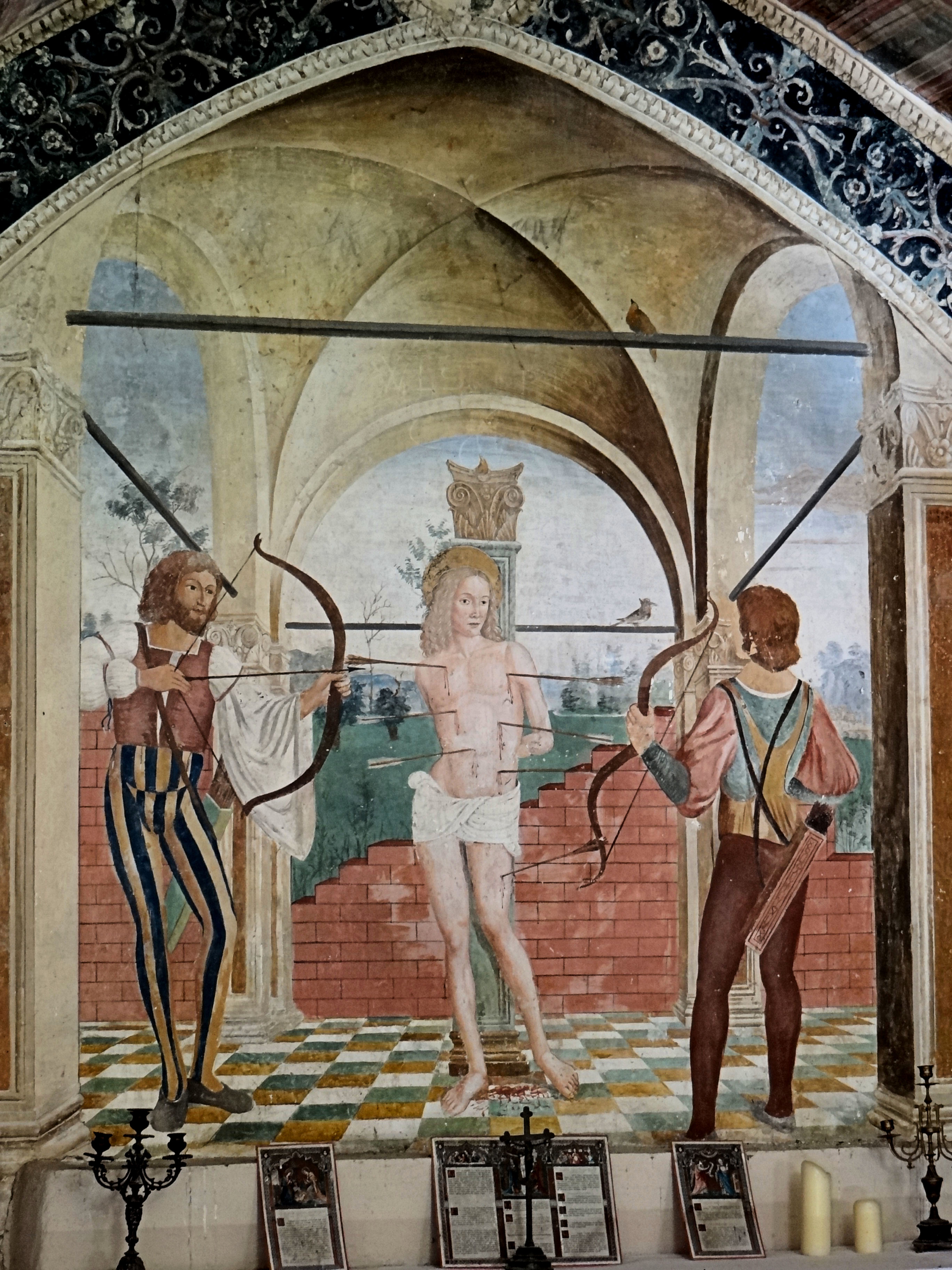
Sagittation de saint Sébastien entre les deux archers.

### Chevet
On peut voir sur le chevet plat, saint Sébastien dévêtu, attaché à une colonne, percé de flèches, entouré de deux archers vêtus élégamment. La scène du supplice est placée sous un porche voûté. La représentation du saint rappelle celle que Pérugin a adopté dans ses tableaux : le corps est porté par une jambe, l'autre est légèrement plié et est en retrait.
Les vêtements des archers sont à la mode du XVIe siècle, chausses rayées de noir et de jaune, manches bouffantes à aiguillettes.
Deux oiseaux sont perchés sur des barres placées entre les appuis des voûtes.
La perspective est rendue par le carrelage et le porche. Un mur en brique ferme partiellement le porche, laissant voir à l'arrière un pré avec des arbres.
Deux martyres sont placées de part et d'autre de la scène centrale :
- sainte Ursule, à gauche, portant la palme du martyre et un livre,
- sainte Lucie, à droite, tient aussi une palme et porte sur un plateau ses yeux, invoquée pour protéger la vue.

### Mur sud

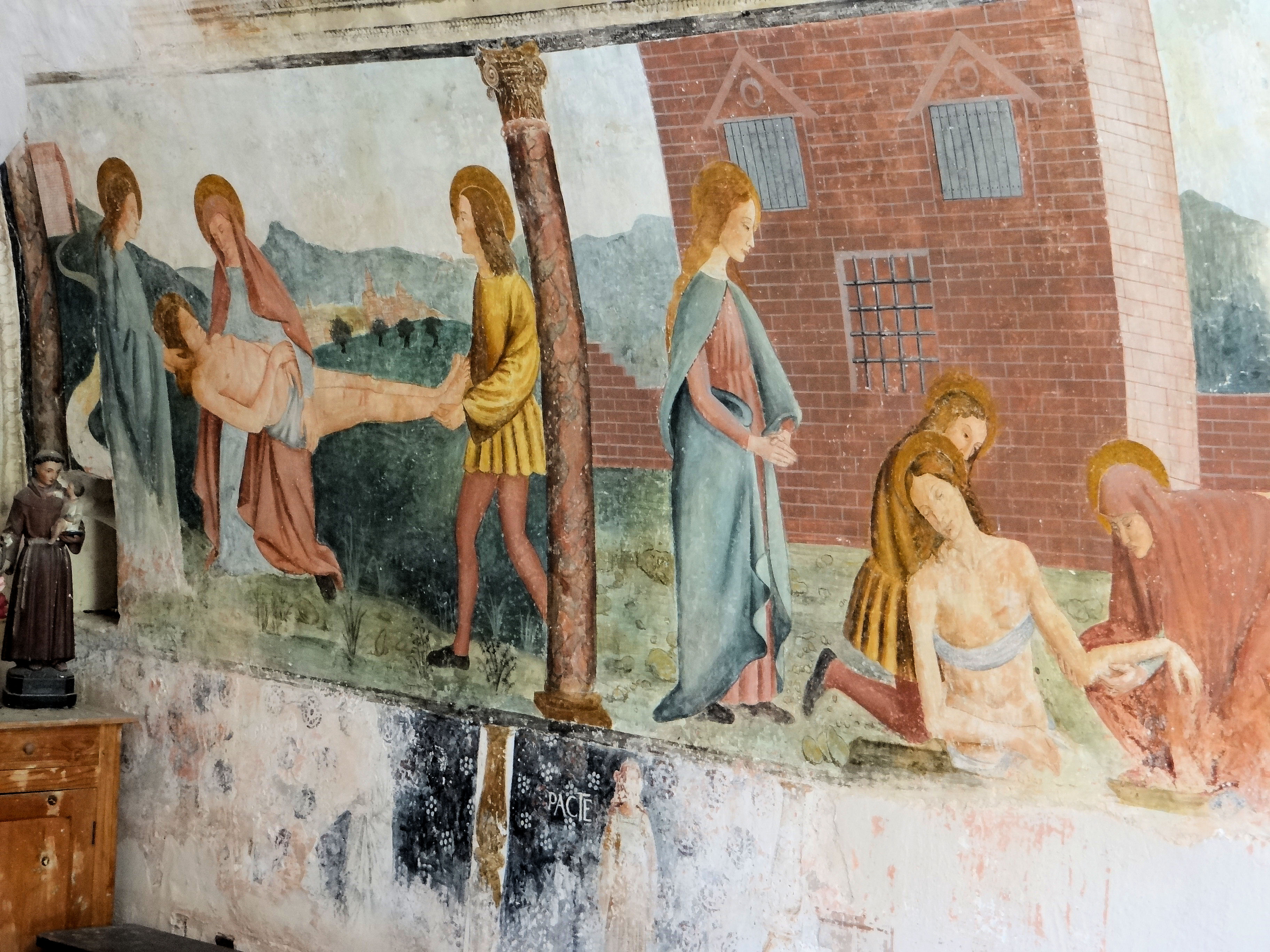
Le transport du corps de saint Sébastien
Son inhumation.

Deux scènes de la légende du saint :
- le transport du corps du saint, en présence de Lucine,
- l'inhumation du saint.

### Voûte
Sur la voûte en berceau brisé, a été représenté dans une mandorle le Père éternel, au-dessus des nuages, bénissant et portant le globe terrestre. Autour, le peintre a fait une décoration en trompe-l'œil de style Renaissance. Il a peint des caissons à rosaces, des bandes de rinceaux de feuillages, des palmettes et des candélabres.